# Джак Макдевит
Джак Макдевит (на английски: Jack McDevitt) е автор на научна фантастика, чиито романи често имат за тема контакта с извънземни раси, археология или ксеноархеология.
Първата си творба, „The Emerson Effect“, Макдевит публикува в The Twilight Zone Magazine през 1981 г. Две години по-късно публикува и първия си роман, „The Hercules Text“, разказващ за откриването на интелигентно насочен сигнал, чието отразяване заплашва човешката цивилизация.
Въпреки че е номиниран 15 пъти, печели само веднъж награда Небюла – за 2006 г. с романа си „Загадката на Марголия“ (на английски: Seeker), който е третият от поредицата за Алекс Бенедикт.

### Самостоятелни романи
- The Hercules Text (1986)
- Eternity Road (1997)
- Moonfall (1998)
- Infinity Beach (2000) – издаден и като „Slow Lightning“
- Time Travelers Never Die (2009)
- The Cassandra Project (2012) – с Майк Резник

### Серия „Алекс Бенедикт“ (Alex Benedict)
1. A Talent for War (1989)
2. Polaris (2004)
3. Seeker (2005) – награда „Небюла“
Загадката на Марголия, изд.: ИК „Бард“, София (2007), прев. Петър Василев
4. The Devil's Eye (2008)
5. Echo (2010)
6. Firebird (2011)
7. Coming Home (2014)
8. Octavia gone (2019)
9. Village in the sky (2023)

### Серия „Академия“ (Academy)
1. The Engines of God (1994)
Машините на Бога, изд.: ИК „Бард“, София (1997), прев. Мария Думбалакова
2. Deepsix (2001)
3. Chindi (2002)
4. Omega (2003) – награда „Джон Кембъл“
5. Odyssey (2006)
6. Cauldron (2007)
7. Starhawk (2012)
8. The Long Sunset (2018)

### Серия „Древни брегове“ (Ancient Shores)
1. Ancient Shores (1996)
Древни брегове, изд.: ИК „Бард“, София (1999), прев. Иван Златарски
2. Thunderbird (2015)

### Сборници
- Standard Candles (1996)
- Outbound (2006)
- Cryptic (2009)

### Разкази
- Cryptic (1983)
- Promises to Keep (1984)
- Tidal Effects (1984)
- In the Tower (1987)
- The Fort Moxie Branch (1988)
- Time's Arrow (1989)
„Cтрелата на времето“ в сборника „Врати във времето“, изд. „ЕГИ“ (2002), прев.
- Whistle (1989)
- Lake Agassiz (1991)
- Midnight Clear (1993)
- Talk Radio (1993)
- Time Travellers Never Die (1996)
- Dead in the Water (1999)
- Good Intentions (1999)